# Маринова, Софи
Софи́ Мари́нова (полное имя — Софи́я Мари́нова Ка́менова (болг. София Маринова Каменова), род. 5 декабря 1975) — болгарская певица цыганского происхождения, представительница Болгарии на конкурсе песни Евровидение 2012.

## Биография

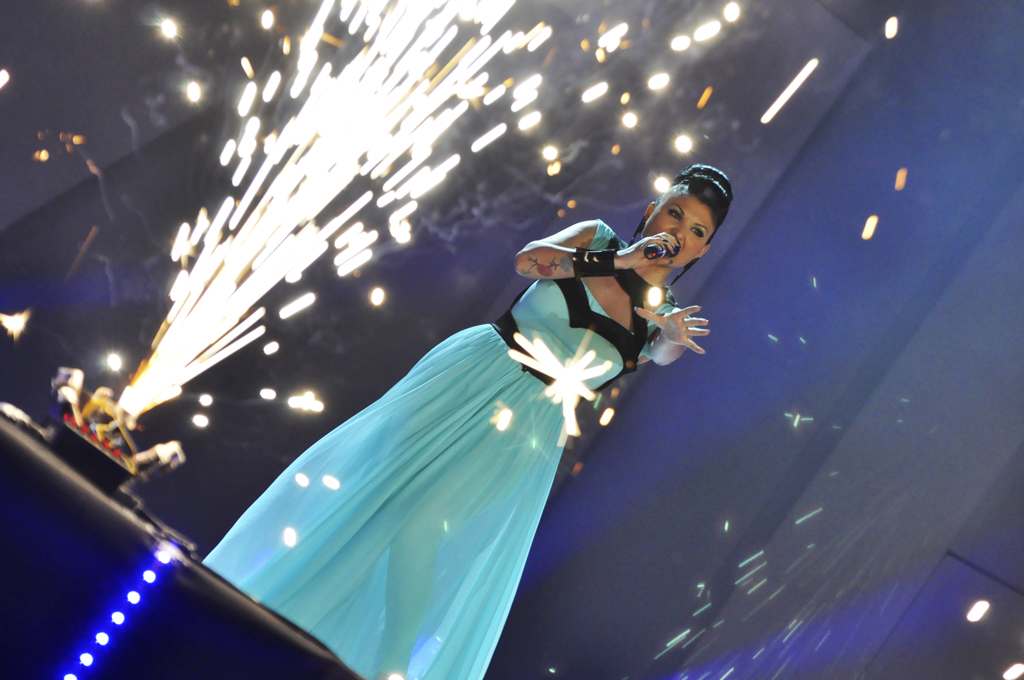
Национальный отбор на Евровидение, 2012 год

Софи родилась 5 декабря 1975 года в городе София, хотя её семья тогда жила около Этрополя, и она преподавала в восьмом классе в деревне Камена. Она начала петь и танцевать с раннего возраста. В десятом классе, когда училась в Этрополе, музыканты из местного оркестра, впечатленные её голосом, просят у её родителей позволить стать певицей. Её отец был против этого решения для того, чтобы она осталась и окончила школу, но её матери, которая перестала заниматься музыкой после того, как она вышла за него замуж, удалось убедить его согласиться.
В 17 лет Софи со своим оркестром выиграли в фестивале по стилю романского напева с песней Очите ми много плачат (рус. Мои глаза плачут много) в городе Осиковица. Затем выиграли первый фестиваль в Стара-Загора — с хитом Стари рани (рус. Старые раны) и Слънчице мое (рус. Солнышко моё). После фестиваля она подписала контракт с компанией Ара Music, в котором руководил Ненчо Касамов, который нашёл её в ресторане Герена, где она исполняла вместе с группой Супер Экспресс. Так Софи выпустила дебютный альбом Стари рани (рус. Старые раны) с группой Супер Экспресс, который, по мнению критиков, был самым продаваемым альбомом в стране за 1997 год. В 1998 году Софи выпустила свой сольный альбом Единствен мой (рус. Единственный мой), а затем через год выпустила ещё один альбом Моят сън (рус. Мой сон). Софи снова в группе, чтобы спеть четыре песни для своего нового альбома, но она окончательно уходит из группы. В альбоме под названием Песни от сърце (рус. Песни от сердца). Софи запустила три сольных альбома Студен пламък (рус. Холодный огонь), Нежна е нощта (рус. Ночь нежна) и Осъдена любов (рус. Обреченная любовь). Софи Маринова получила награду как «Певица года» по мнению журнала New Folk. Среди наград, которые она получила: приз за вклад в фолк-музыку, первое место в «Золотой Мустанг» в 1999 году с песней Протегни ръце (рус. Протяните свои руки)

## Личная жизнь
У Софи есть сын Лоренцо. В 2016 году певица заявила, что у неё новый возлюбленный Теодор Давидов, более известный под псевдонимом Гринго, который моложе её на 11 лет.

## Евровидение 2012
Софи Маринова была выбрана представить свою страну на Евровидении 2012. Разделила 10 место вместе с представителем Норвегии, однако по дополнительным критериям не прошла в финал.

## Дискография

### В составе «Супер Экспресс»
1. 1995 — Мечта / Мечта
2. 1996 — Без конкуренция / Непобедимый
3. 1997 — Стари рани / Старые раны
4. 1999 — Песни от сърце / Песни от сердца

### Сольные альбомы
1. 1998 — Единствен мой / Единственный мой
2. 1999 — Моят сън / Мой сон
3. 2000 — Студен пламък / Холодный огонь
4. 2001 — Нежна е нощта / Ночь нежна
5. 2002 — Осъдена любов / Обреченная любовь
6. 2004 — 5 октави любов / Пять октав любви
7. 2005 — Обичам / Любовь
8. 2006 — Остани / Остаться
9. 2008 — Време спри / Время, остановись
10. 2009 — VIP-ът / VIP-смотр
11. 2013 — Софи Маринова